# زيد والعلوم
زيد والعلوم (بالإنجليزية: Sid The Science Kid) هو مسلسل رسوم متحركة تعليمي أمريكي للأطفال من إنتاج شركة جيم هينسون، في أمريكا تم عرضه على قناة بي پي إس للأطفال في 1 سبتمبر 2008، وفي الوطن العربي تم عرضه على براعم في 2011.

## وصلات خارجية
- زيد والعلوم على موقع IMDb (الإنجليزية)
- زيد والعلوم على موقع ميتاكريتيك (الإنجليزية)
- زيد والعلوم على موقع روتن توميتوز (الإنجليزية)
- زيد والعلوم على موقع نتفليكس (الإنجليزية)
- زيد والعلوم على موقع فيلمافينيتي (الإسبانية)
- زيد والعلوم على موقع كينوبويسك (الروسية)
- زيد والعلوم على موقع ألو سيني (الفرنسية)
- زيد والعلوم على موقع قاعدة بيانات الفيلم (الإنجليزية)